# Linati (cognome)
Linati è un cognome di lingua italiana.

## Varianti
Linai.

## Origine e diffusione
Il cognome è tipicamente settentrionale.
Potrebbe derivare dal toponimo Linate, frazione di Peschiera Borromeo e sede dell'omonimo aeroporto.

## Persone
- Carlo Linati – scrittore e viaggiatore italiano
- Filippo Linati – politico, scrittore e poeta italiano
- Giovanni Giorgio Linati – vescovo cattolico italiano